# Шикумэнь

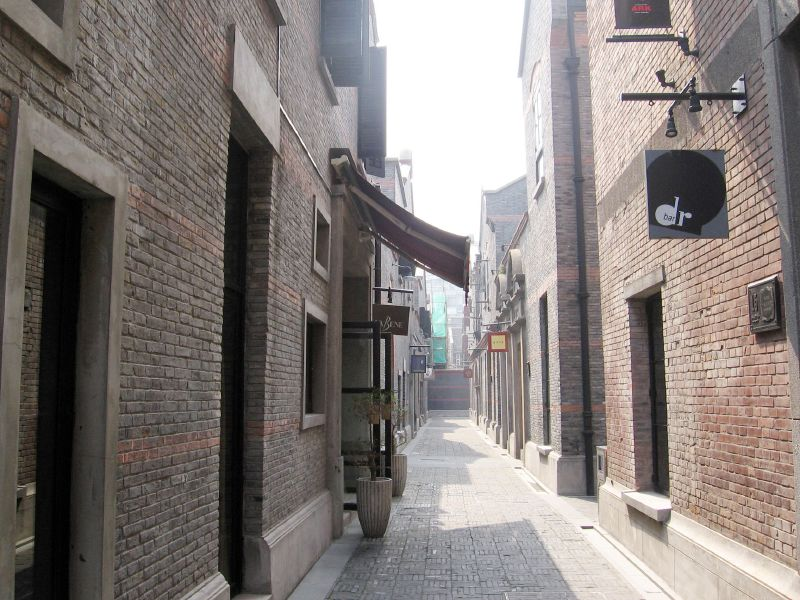
Дома в стиле Шикумэнь

Шикумэнь (кит. 石库门) — архитектурный стиль жилых домов в Шанхае, сформированный в 1860-х годах и наиболее распространнёный в районе Синьтяньди. Шикумэнь — это сочетание западных и китайских архитектурных элементов нижнего течения Янцзы. Когда стиль был наиболее популярен, около 9000 зданий было выполнено в нём. Эта цифра составляла 60 % от общего объёма жилищного фонда города. Сегодня таких домов значительно меньше, так как большинство людей живут в многоквартирных домах.

## Архитектура
Двух- или трёхэтажные дома, построены из дерева, из которого делают каркас, и из серого кирпича, которым обкладываются стены. Дома огорожены высокой каменной стеной со стороны двора. Во всех традиционных китайских жилищах был внутренний двор, и шикумэнь не исключение. Однако из-за расположения в городе, их дворы были намного меньше, но в то же время они создавали ощущение уюта и защиты от шума городских улиц. Многие выращивали во дворе цветы и деревья. Благодаря внутреннему двору в помещения дома попадало больше солнечного света и свежего воздуха. Входную дверь украшают геометрическим орнаментом. Между домами часто находится аллея, входом в которую служит арка лунтан, давшая название районам таких домов.
Один из самых ярких примеров стиля — здание музея «Улисян» в районе Лувань, реконструированное в 20-х годах XX века.

## История
Шикумэнь появился в XIX в., когда местные градостроители пытались адаптировать западные городские дома к китайским условиям. Высокие стены тогда служили для защиты домов от боевых действий и от грабежей, во время восстания тайпинов. Когда началась Первая мировая война, большая часть населения Шанхая жила в домах стиля Шикумэнь. Качество этих домов значительно разнилось. Некоторые являлись трущобами, а другие обладали всеми современными удобствами. После окончания Второй мировой войны массовый приток населения в город привёл к тому, что многие дома были фактически превращены в коммуналки, где каждая семья занимала по одной комнате. Во многих районах лунтан, которые не были снесены во время массовой реконструкции последних лет, люди до сих пор живут в таких стеснённых условиях.